# Asma Mahfuz
Asma Mahfuz (ur. 1 lutego 1985) – egipska blogerka i działaczka społeczna.

## Wyróżnienia
W 2011 roku została uhonorowana Nagrodą Sacharowa.